# Mireia Prat
Mireia Prat (Torrelló, 14 oktober 1989) is een Spaanse golfprofessional. Ze debuteerde in 2012 op de Ladies European Tour.

## Loopbaan
In januari 2012 werd Prat golfprofessional en maakte haar debuut op de Ladies European Tour Access Series (LETAS). Tijdens haar tweede seizoen won ze twee golftoernooien, in 2013. Op 3 mei 2013 won ze het Ocho Golf Ladies Open en op 20 november 2013 het CostaBlanca Ladies Open. Op het einde van het seizoen stond ze op de eerste plaats van de Order of Merit en kreeg hiervoor een speelkaart voor de Ladies European Tour in 2014.
In 2014 debuteerde ze op de Ladies European Tour.

## Prestaties

### Professional
Ladies European Tour Access Series
| Nr. | Datum            | Toernooi                | Score        | Score | Info |
| --- | ---------------- | ----------------------- | ------------ | ----- | ---- |
| 1   | 3 mei 2013       | Ocho Golf Ladies Open   | 68-65-69=202 | –8    |      |
| 2   | 20 augustus 2013 | CostaBlanca Ladies Open | 77-77-72=226 | +10   |      |